# St-Hymetière

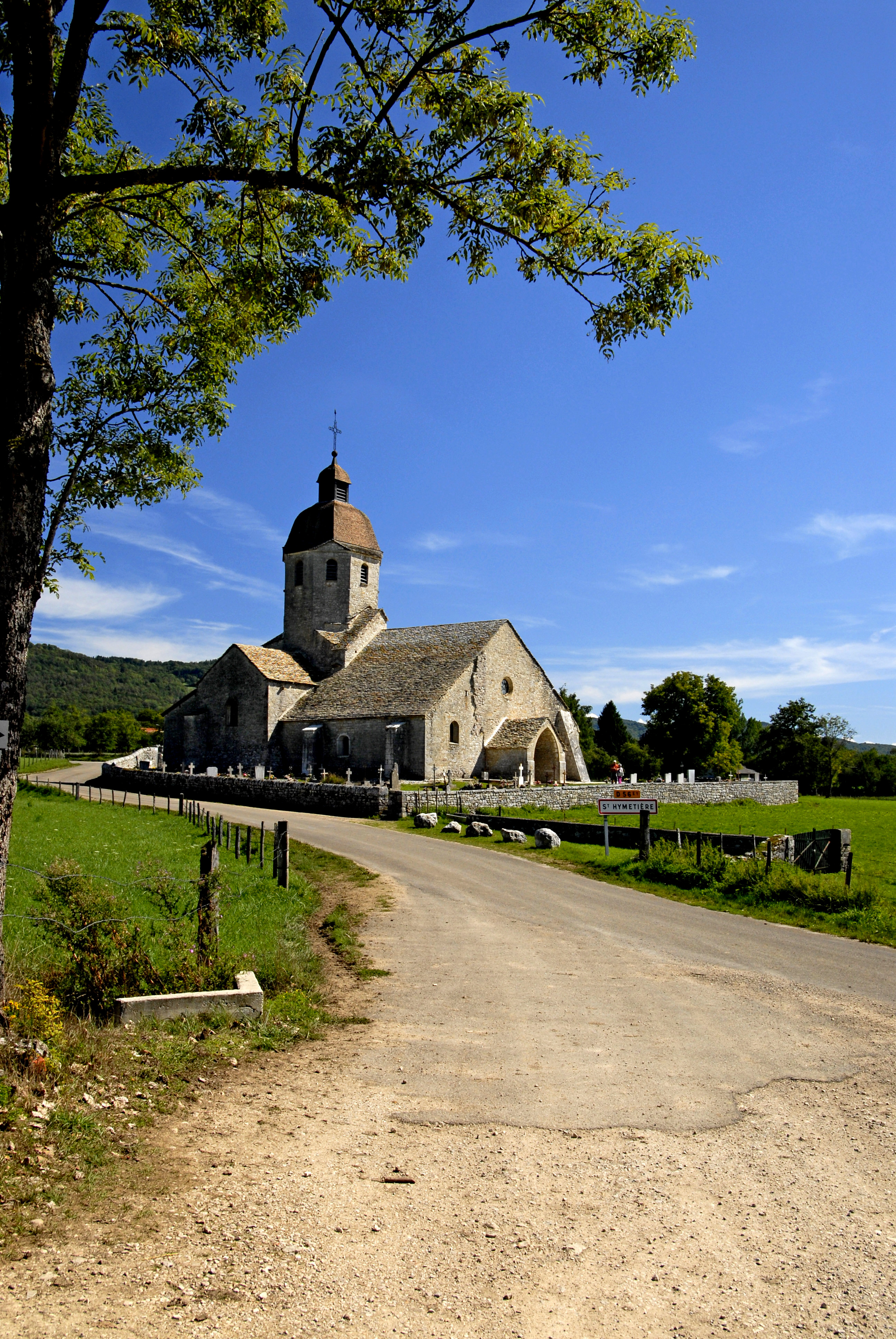
St-Hymetère, Übersicht von N-W

 Die Kirche Saint-Hymetière liegt ein wenig außerhalb und westlich des kleinen gleichnamigen französischen Bauerndorfs, im Revermont, in der Region Franche-Comté, im Département Jura, circa 36 km nordöstlich von Bourg-en-Bresse und circa 35 km südlich von Lons-le-Saunier. Sie beeindruckt mit ihrem urtümlichen Erscheinungsbild der Frühromanik, umgeben von einem stimmungsvollen Gräberfeld, inmitten einer reizvollen bäuerlichen Landschaft des französischen Jura, im Tal der Valouse.

## Geschichtliches

### Ursprünge in der Vorromanik

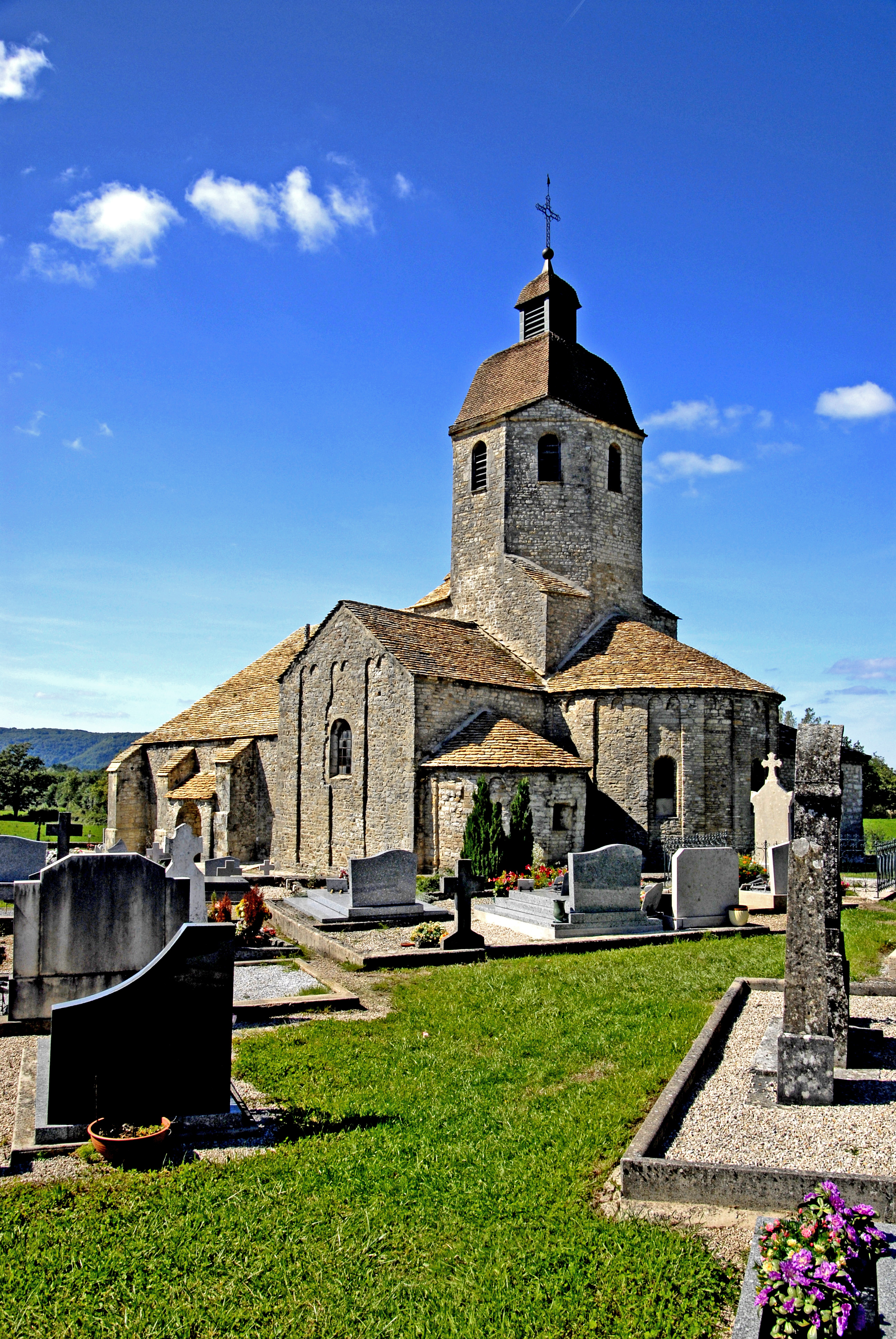
St-Hymetère, von S-O

Über die Herkunft des Patrons von Dorf und Kirche überliefert die Legende, dass im 6. Jahrhundert ein Mönch, namens Hymetière, sein Kloster Condat verließ, um sich vermutlich mit einigen seiner Gefährten und Anhänger in der Einöde des Tals der Valouse zurückzuziehen. Er gründete dort eine Einsiedelei. Nach einiger Zeit der Meditation, Predigt und kargen Lebens verstarb er dort. Der Verehrung seiner Gebeine schloss sich die Ernennung zum Heiligen an.
Aus der Einsiedelei entwickelte sich der Bau und Betrieb eines Klosters, um das sich bald schon ein kleines Dorf gruppierte. Im Jahr 875 wird das Priorat Saint-Hymetière erstmals schriftlich erwähnt, in einem Diplom, ausgestellt vom damaligen römischen Kaiser Karl II. (der Kahle). Das Priorat folgte den Regeln des heiligen Augustinus und war abhängig von der Kirche Saint-Vincent von Mâcon. Es ist zu vermuten, dass das Kloster bereits ein kleines Oratorium besaß, dessen Grundmauern vielleicht unter der heutigen Kirche ruhen.

### Frühromanik
Das Kirchenbauwerk, so wie es heute im Wesentlichen erscheint, ist ein Gebäude der Frühromanik, aus dem 11. Jahrhundert. In Originalsubstanz sind davon erhalten: das Querhaus mit seinen Einwölbungen, die Chorapsis mit Wölbung, die südliche Querhauskapelle mit Wölbung, das südliche Seitenschiff mit Wölbung, und der überwiegende Teil der Westfassade. Die ehemaligen Rundsäulen des Schiffs sind zwar noch vorhanden, aber wegen späterer Ummauerungen nicht mehr zu sehen.

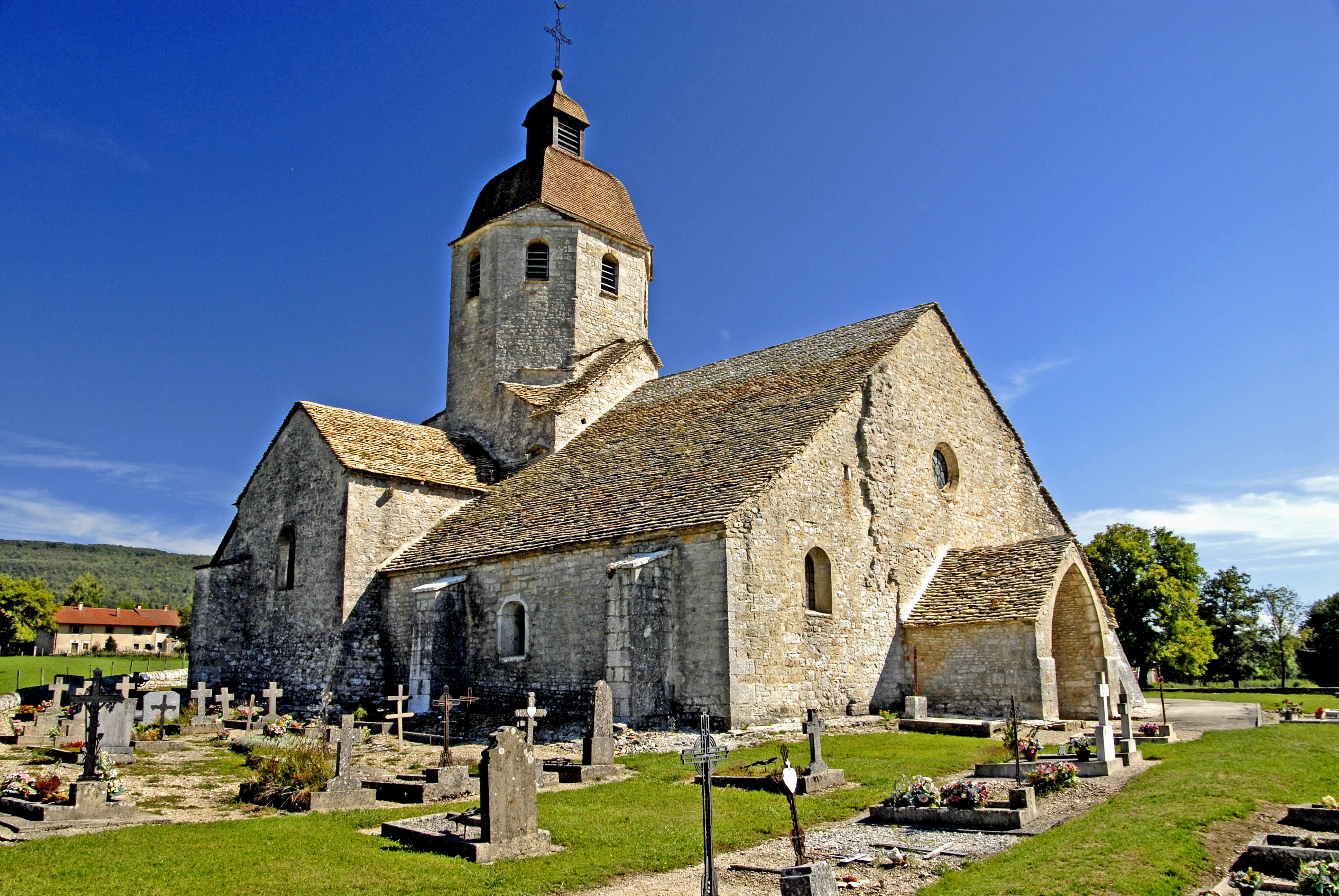
St-Hymetère, von N-W

Seit ihrer Erbauung war die Kirche eine Prioratskirche. Die Klostergebäude existierten noch aus früherer Zeit und wurden weiterhin unterhalten und den Bedürfnissen entsprechend angepasst, vermutlich bis zu ihrer Vernichtung im 15. Jahrhundert. Im dritten Joch des südlichen Seitenschiffs gab es eine heute vermauerte Türöffnung, die auf ehemalige Anbauten eines Klosters hindeutet.

### Umfangreiche Schäden im 15. Jahrhundert

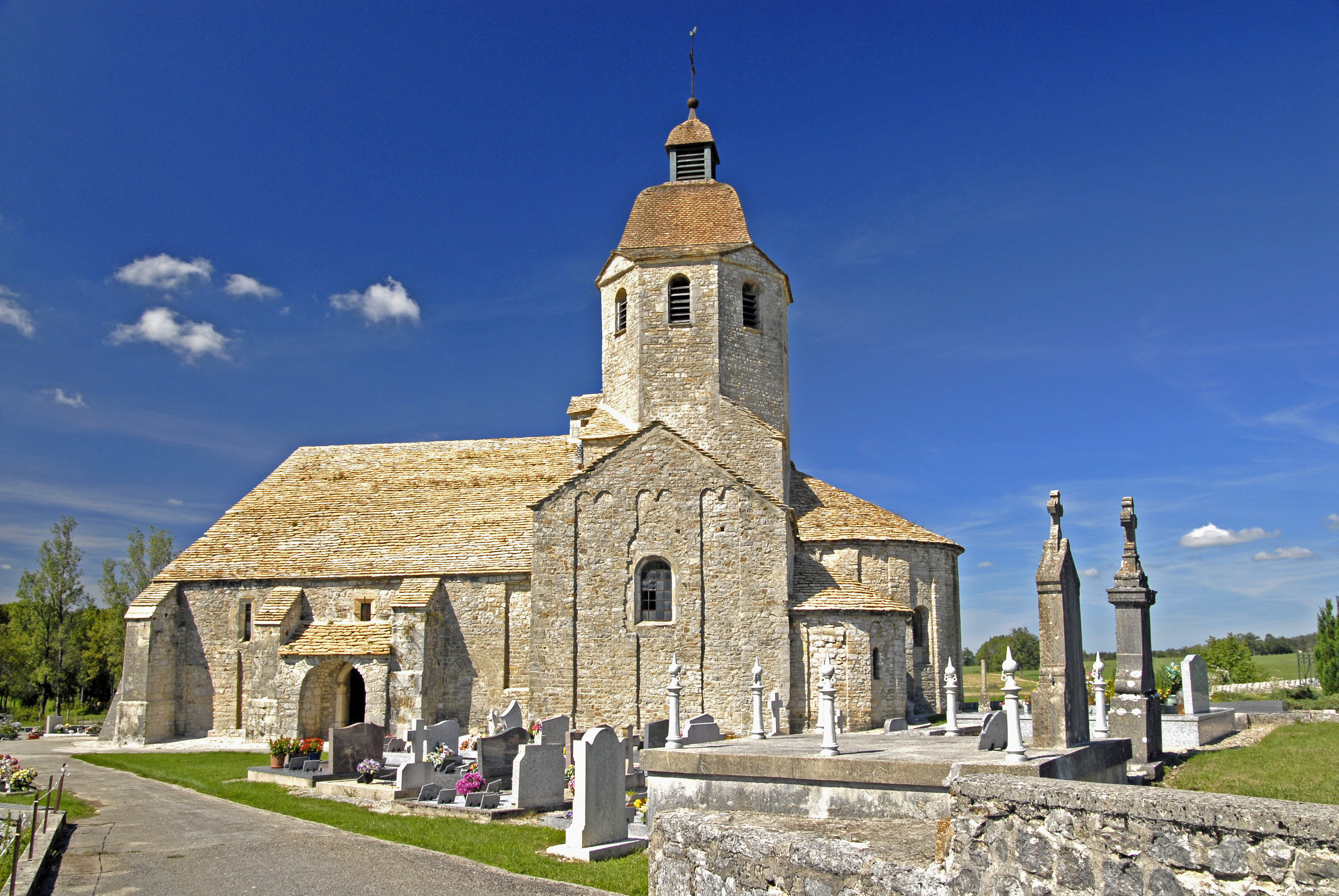
St-Hymetère, von Süden

Den Hundertjährigen Krieg (1339–1453) hatte das Priorat wohl noch leidlich überstanden, jedenfalls geben die Quellen keine wesentlichen Kriegsschäden an. Gegen Ende der Burgunderkriege (1474–1477) entfaltete der damalige König Ludwig XI. (der Kluge) Begehrlichkeiten, unter anderen gegenüber der Grafschaft von Burgund, der Franche-Comté, die Teil des Römischen Reichs Deutscher Nation war. Im Zuge der Belagerung um Nancy zogen im Jahr 1477 Truppen Ludwigs XI. (auch L’Araigne = „Die Spinne“ genannt) hier durch, und steckten das Dorf und das Priorat Saint-Hymetière, mit seiner Kirche in Brand. Die Verwüstungen waren fürchterlich. Das Dorf wurde völlig eingeäschert, ebenfalls die Prioratsgebäude. Alle unmittelbar brennenden Bauteile der Kirche, wie zum Beispiel der gesamte Dachstuhl gingen sofort in Flammen auf. Zusätzlich aber stürzten die steinernen Gewölbe des Mittelschiffs und des nördlichen Seitenschiffs ein, durch die Schuttmassen und die Hitze auch noch die Außenwand des nördlichen Seitenschiffs und Teile der Fassade. Ebenfalls Raub der Flammen wurde die nördliche Querhauskapelle. Neben den die Bewohner unmittelbar betreffenden Schäden im Dorf und in der Priorei, konnte man die an der Kirche noch als reparabel einstufen.
Bis zu ihrer vollständigen Wiederherstellung dauerte es mindestens ein und ein halbes Jahrhundert. Es ist aber sehr wahrscheinlich, dass das verhältnismäßig intakt gebliebene Querhaus, mit Chor und Kapelle, schon bald von der Dorfgemeinde wieder benutzt wurde.

### Renovierungen bis in das 17. Jahrhundert

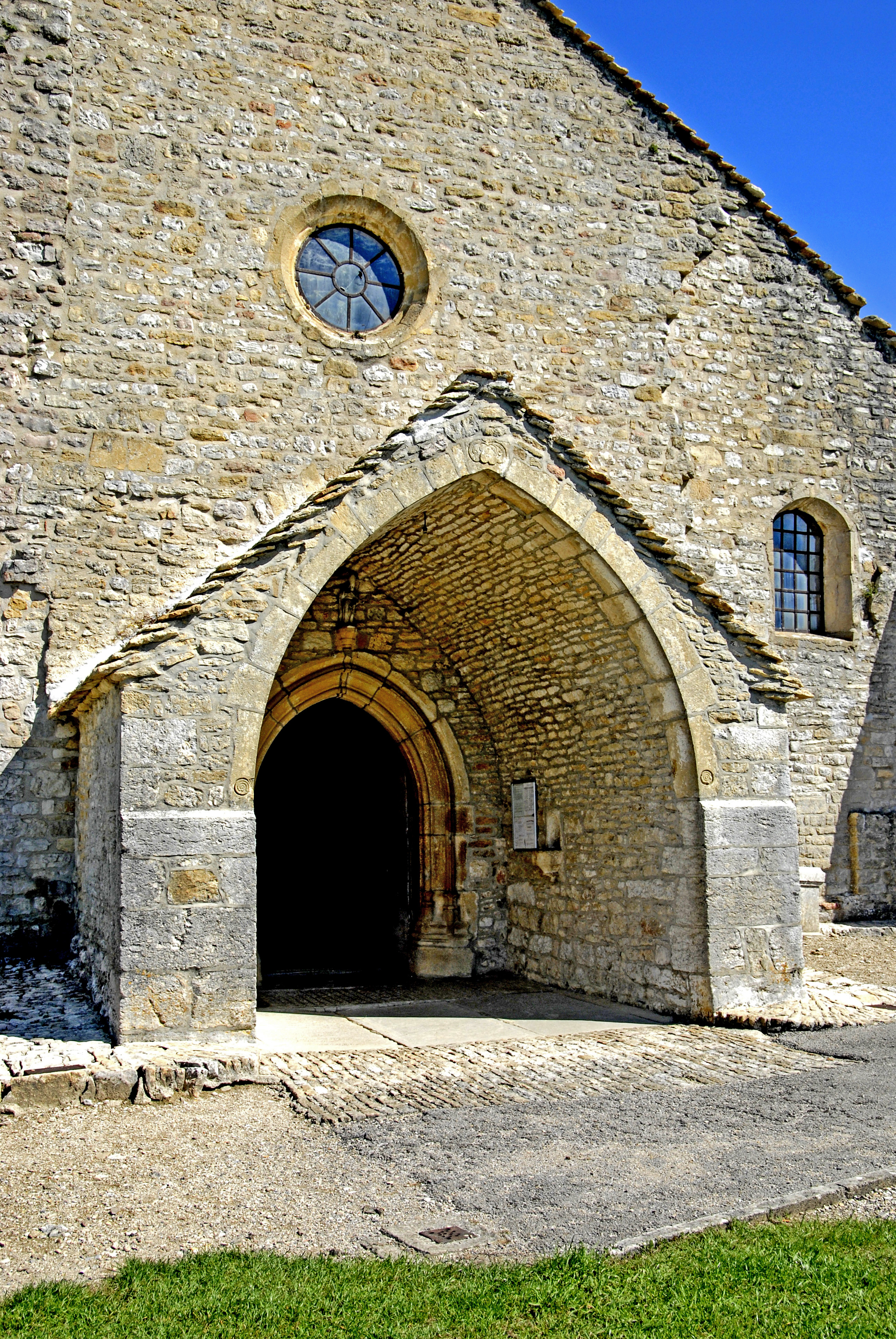
St-Hymetère, Westseite, Hauptportal mit Narthex

Durch das riesige Trümmerfeld der Brandschatzung gingen die Dorfbewohner wahrscheinlich zuerst daran, ihre Behausungen wieder neu zu errichten. Das ging am besten ein wenig abgerückt von dem bisherigen Standort in Richtung Osten. Dort entstand das neue Dorf Saint-Hymetière. Das Priorat wurde offensichtlich damals aufgegeben.
Die Quellen geben an, dass die Wiederherstellung und generelle Renovierung der Dorfkirche, deren Ergebnis das heutige Bild der Kirche ausmacht, erst im 17. Jahrhundert stattfand. Es wurde damals schon so behutsam vorgegangen, dass man heute die neuen Bauteile kaum von den Ergänzungen unterscheiden kann.
Im nördlichen Seitenschiff wurde die Außenwand mit zwei Strebepfeilern gänzlich erneuert. Die zylindrischen Querschnitte der Pfeiler des Mittelschiffs wurden mit neuem Mauerwerk rechtwinklig vergrößert und verstärkt. Die hoch aufgehenden Wände des Mittelschiffs wurden erneuert oder aufgedickt. Auf der Südwand wurden wegen entstandener Rissbildungen drei Strebepfeiler angebaut und über dem Portal ein kleiner Narthex errichtet. Das Mittelschiff und das nördliche Seitenschiff wurden neu eingewölbt. Die nördliche Querhauskapelle hat man nicht mehr erneuert.

### Neuzeit
Der Anbau einer Sakristei an Stelle der zerstörten nördlichen Querhauskapelle erfolgte in jüngerer Zeit. Erst später klassifizierte der Staat das Kirchengebäude als „Monument Historique“ und stellte es unter Denkmalschutz. Unter dem Gesichtspunkt der Denkmalpflege unterzog man das Bauwerk neuzeitlicher konservatorischer Methoden, die einige Korrekturen und Maßnahmen zum Erhalt der Bausubstanz umfassten. So wurde zum Beispiel der im 17. Jahrhundert vorgenommene Verschluss der Bogenöffnung, zwischen südlichem Seitenschiff und dem Querschiff, rückgängig gemacht. So sind auch noch verschiedene vermauerte Fensteröffnungen freigelegt worden.

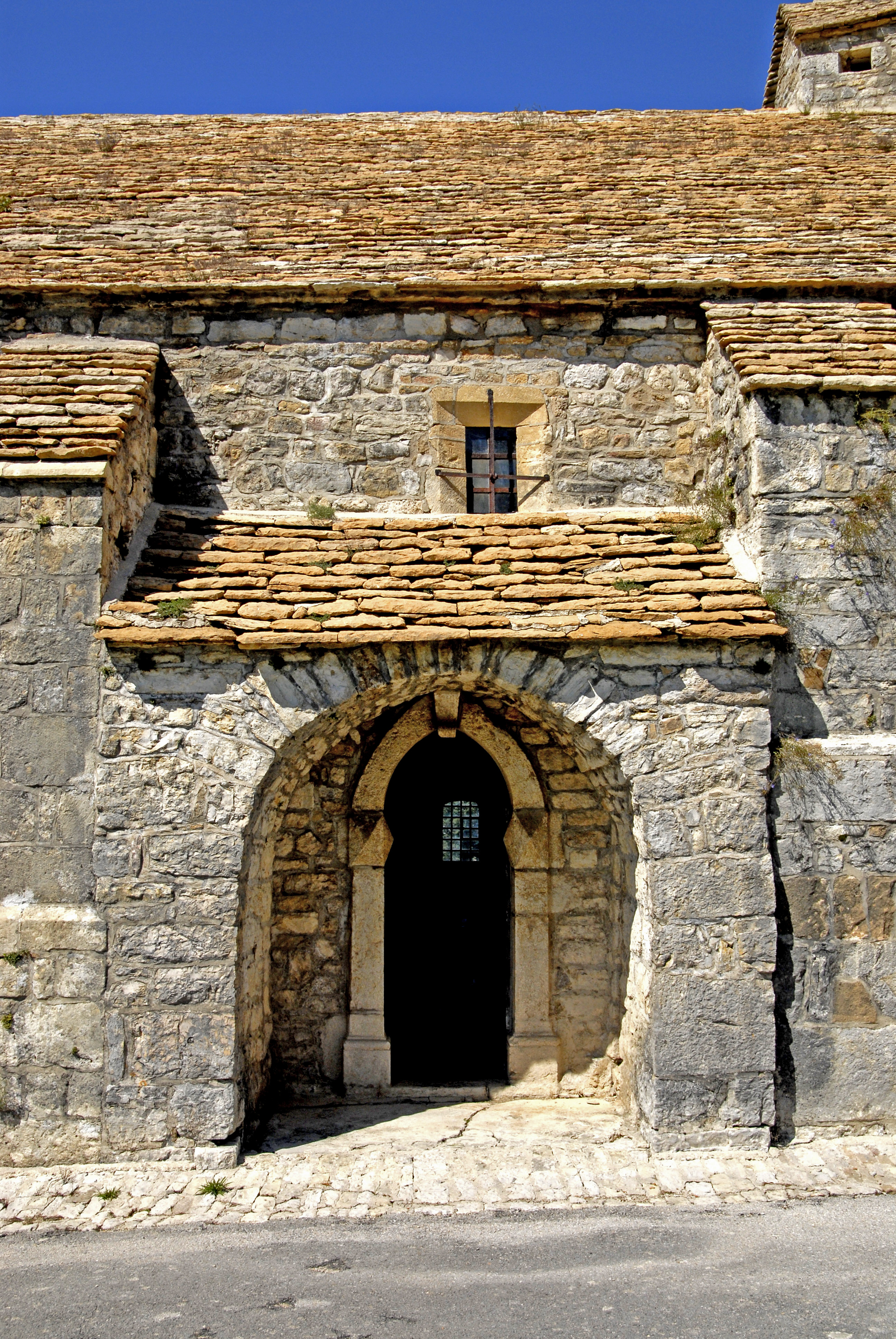
St-Hymetère, Südportal im Narthex

Die Kirche wurde am 22. Oktober 1913 zum Monument historique erklärt.

## Das Bauwerk heute

### Grundriss
Eingangs einige Abmessungen:

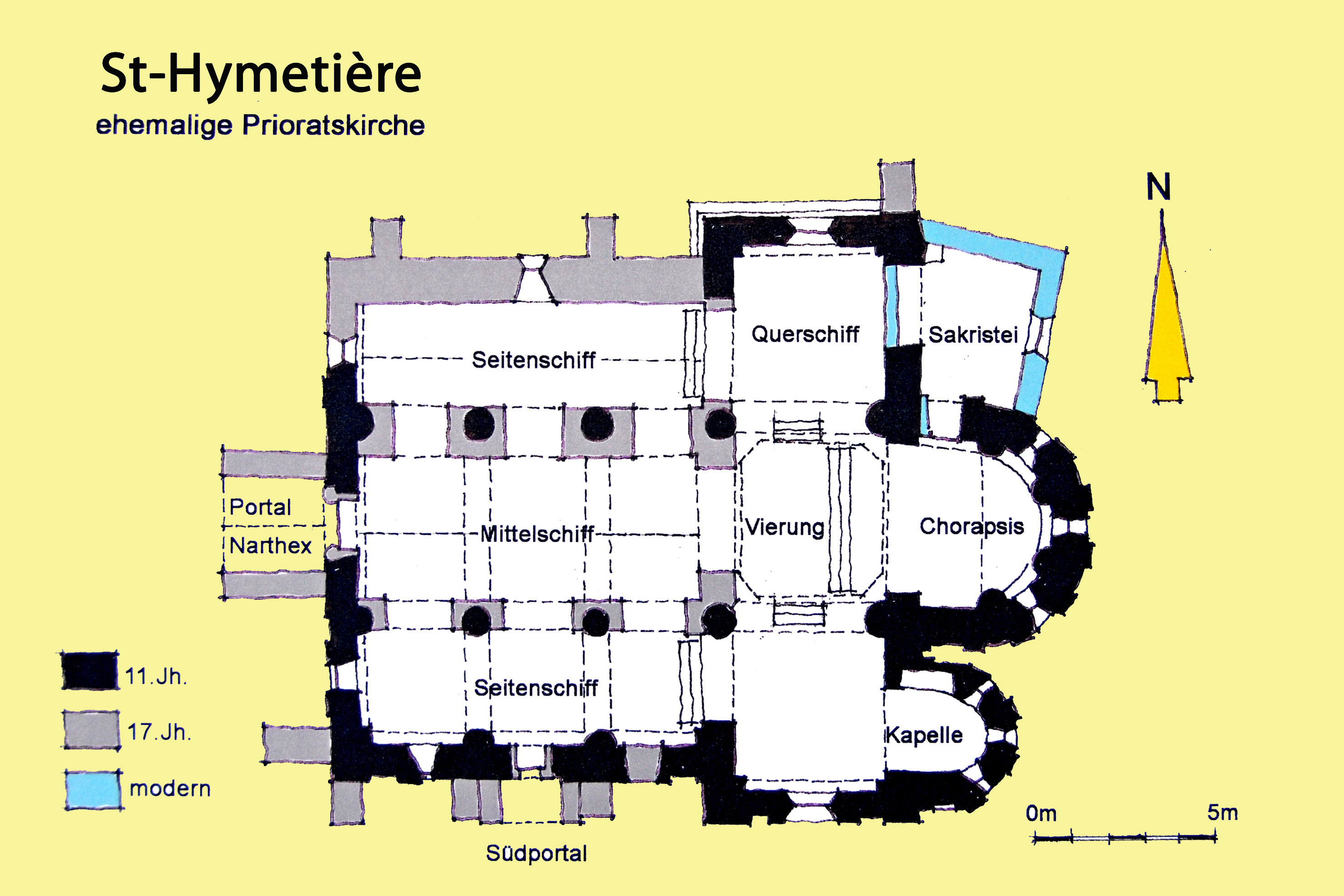
St-Hymetère, Grundriss

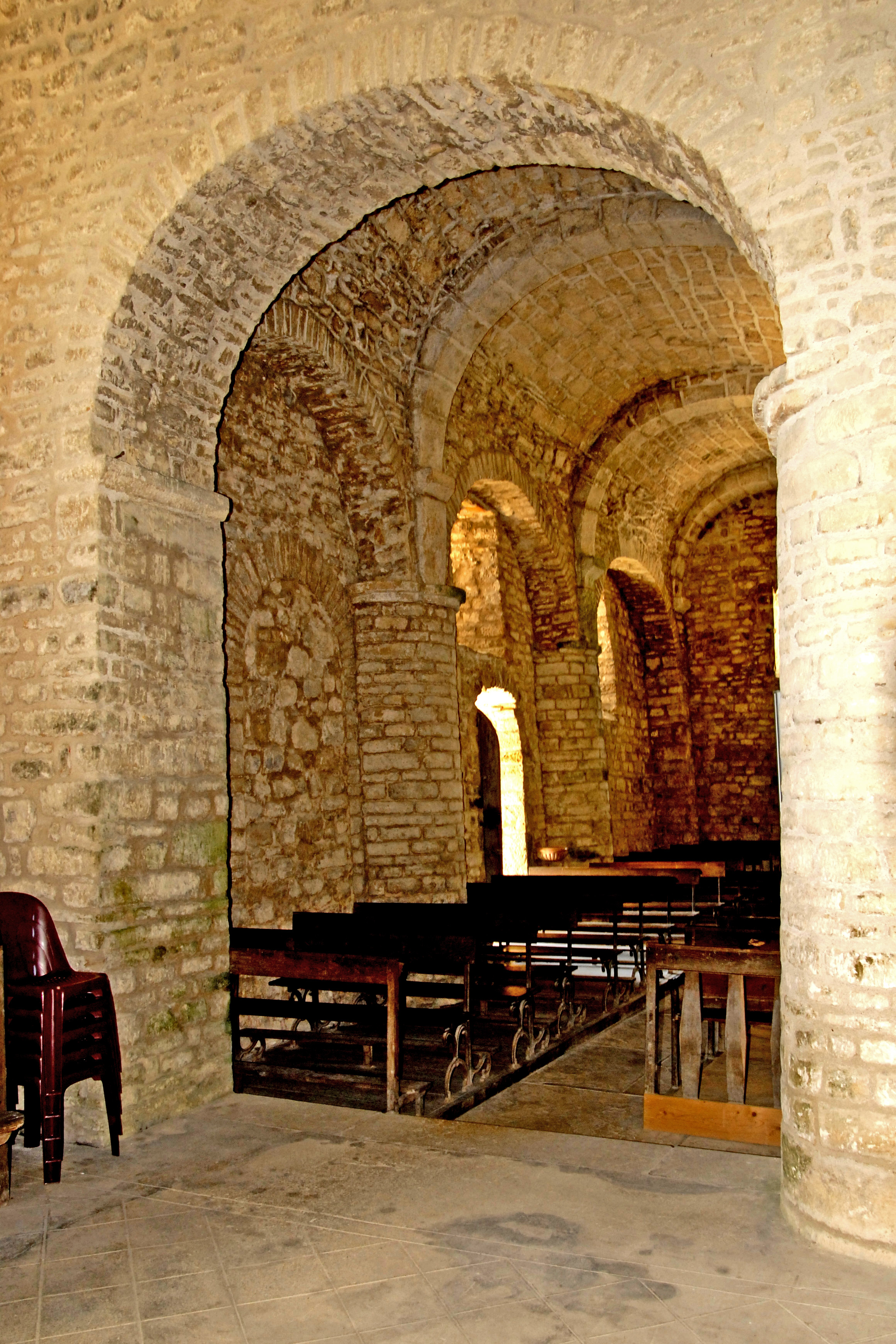
St-Hymetère, südliches Seitenschiff, vom Querhausarm

- Langhaus: Länge × Breite (ohne Strebepfeiler) 10,10 × 14,15 m
- Querhaus: Länge × Breite (ohne Strebepfeiler) 16,50 × 5,90 m
- Gesamtlänge: Schiff + Querhaus + Chor (ohne Portalüberdachung) 20,70 m

Der Grundriss zeigt in verschiedenen Farben die Mauerwerksquerschnitte des ursprünglichen Kirchenbauwerks aus dem Querhaus, dem Chor mit seiner südlichen Seitenkapelle und das Langhaus, aus dem Mittelschiff, mit seinen runden Säulen, und aus dem südlichen Seitenschiff, alles aus dem 11. Jahrhundert.
Weiterhin sind die Rekonstruktionen und Verstärkungen des Langhauses mit seinem nördlichen Seitenschiff dargestellt, beide aus dem 17. Jahrhundert. Statt der eingestürzten nördlichen Seitenkapelle hat man in der Neuzeit eine Sakristei angebaut.

### Äußeres Erscheinungsbild

#### Das Langhaus
Das Langhaus beeindruckt durch seine scheunenartige Gesamtform nach dem Prinzip „Alles unter einem Dach“. Es verzichtet fast gänzlich auf eine äußere Gliederung, bei der man die innere Aufteilung in Schiffe und Joche ablesen kann. Die großen, um etwa 40 Grad geneigten Satteldachflächen, kennen keine Unterbrechungen oder Versätze. Die Traufhöhe an den Längsseiten ist zwar gerade mal ein Geschoss hoch, die Höhe des Dachfirstes erreicht aber mehr als die doppelte Höhe.
Zu den wenigen Accessoires der Wände gehören die kleinen Rundbogenfenster auf allen Seiten, ein „Ochsenauge“ inmitten des Giebels der Fassade, und die nachträglich angebrachten Verstärkungen durch Strebepfeiler, oberseitig abgeschrägt und teilweise mit Dachsteinen abgedeckt. Die Vorderseite des Strebepfeilers auf der rechten Ecke der Fassade verläuft gänzlich schräg, am Boden fast zwei Meter ausladend und am oberen Ende auf Null auslaufend. Hinzu kommen noch die beiden Portale, die mit einfachen profilierten spitzbogigen Gewänden eingefasst sind, das Hauptportal mit abgestuften Archivolten. Beide Türen sind nachträglich mit kleinen offenen Vorhallen ausgestattet worden, beim Hauptportal spitzbogig gewölbt und mit einem Satteldach überdeckt, beim Südportal rundbogig gewölbt, und mit einem Pultdach überdeckt. Der Boden im Narthex des Hauptportals ist mit alten Grabplatten bedeckt. Im ersten „Joch“ der Südwand sind noch Reste von zwei Lisenen erhalten, die nur noch bis zur halben Wandhöhe reichen. Eine der beiden Lisenen, die auf der Gebäudeecke, wird durch den nachträglich angebrachten Strebepfeiler nicht ganz verdeckt. Im dritten Joch der Südwand erkennt man die Kontur einer zugemauerten rundbogigen Tür und eine rechtwinklige schlanke Nische, die fast bis zur Traufe reicht. Diese Unregelmäßigkeiten der Südwand zeugen von den Anbauten der ehemaligen Konventsgebäude.

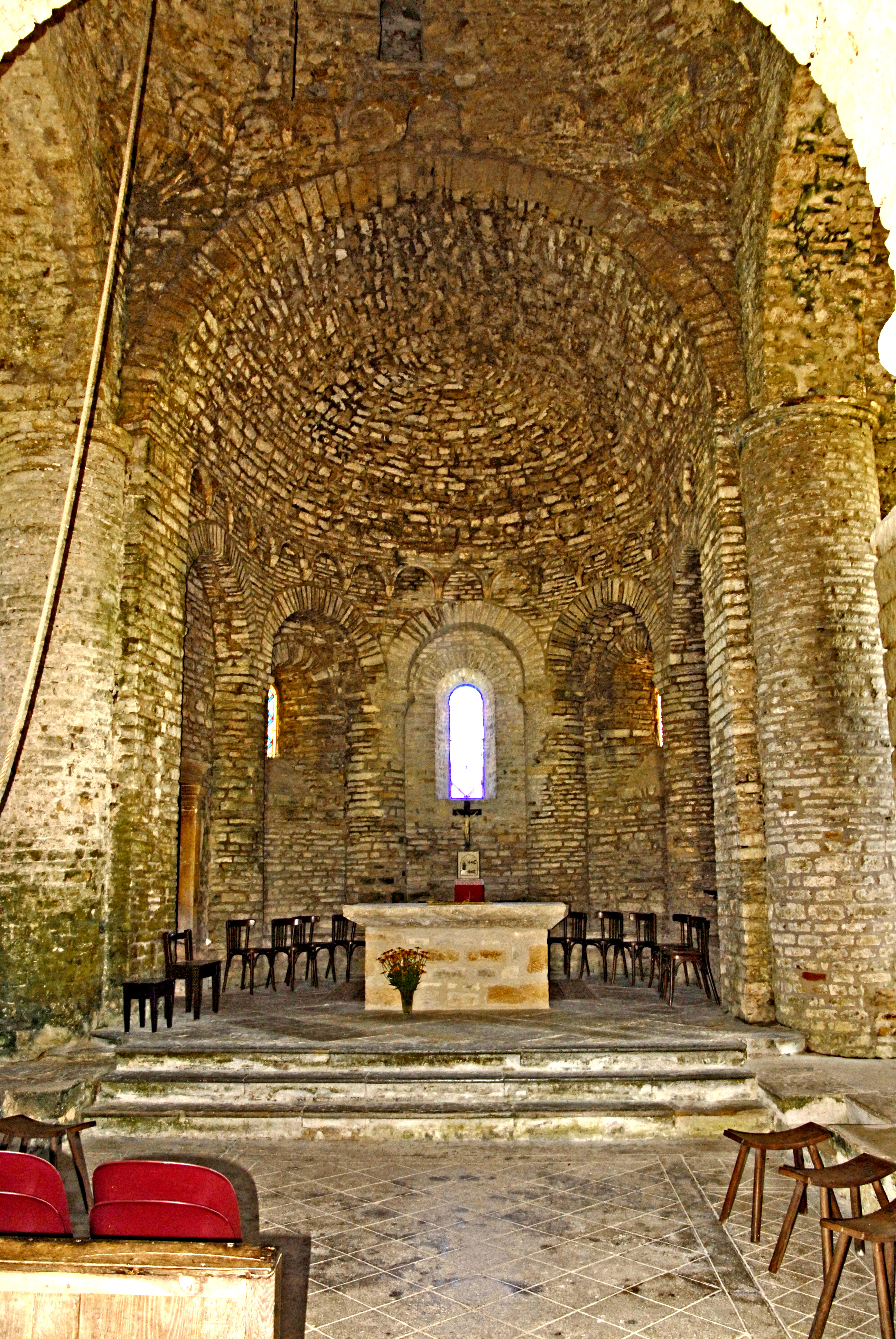
St-Hymetère, Vierung und Chorapsis

Auf der Westfassade gibt es noch Reste von zwei breiten Lisenen, die einmal vom Boden bis unter die Giebeltraufe reichten und den großen Giebel in drei etwa gleiche Abschnitte geteilt haben. Die linke Lisene fällt besonders auf, da ihre ehemals rechtwinklige linke Kante stark „zerbröselt“ ist. Es handelt sich dabei um die „Bruchkante“, die beim Einsturz des nördlichen Seitenschiffs nach der Brandschatzung im 15. Jahrhundert willkürlich entstanden ist. Bei den vermutlich eiligen späteren Erneuerungsarbeiten hat man auf die sicherlich aufwändige Wiederherstellung der Lisenenkante verzichtet.
Bei der Fassade fällt auf, dass die beiden kleinen rundbogigen Fenster in den Seitenschiffen unterschiedlich angeordnet worden sind. Das Fenster des nördlichen Seitenschiffs liegt tiefer und weiter nach innen verschoben, als beim gegenüber liegenden. Auch das ist der späteren weniger sorgfältigen Erneuerung des nördlichen Seitenschiffs zu verdanken.

#### Querhaus, Chor und Kapelle
Die östliche Bauteilgruppe aus Querhaus, Turm, Chorapsis und einer Kapelle wird manchen ein wenig an die so genannte „Auvergnatische Pyramide“ erinnern, typisch für die romanischen Kirchen in der Auvergne, besonders durch den aus den Dachflächen herausragenden Turmsockel der Vierung. Das hat aber nichts mit dem „Massif Barlong“ in der Auvergne zu tun. Der Anblick dieser Gruppe aus südöstlicher Richtung überzeugt besonders durch ihre klare, geradlinige Formensprache. Die Querhausarme und das Chorhaupt, alle in gleicher Breite wie die Vierung, stoßen passgenau gegen den Turmsockel und berühren sich auf einer vertikalen Linie. Die Traufen dieser drei Gebäudeteile liegen auf gleicher Höhe und stoßen dadurch ebenfalls dort zusammen. Die Kapelle des südlichen Querhausarms bleibt mit ihrem First deutlich unter der vorgenannten Traufhöhe.

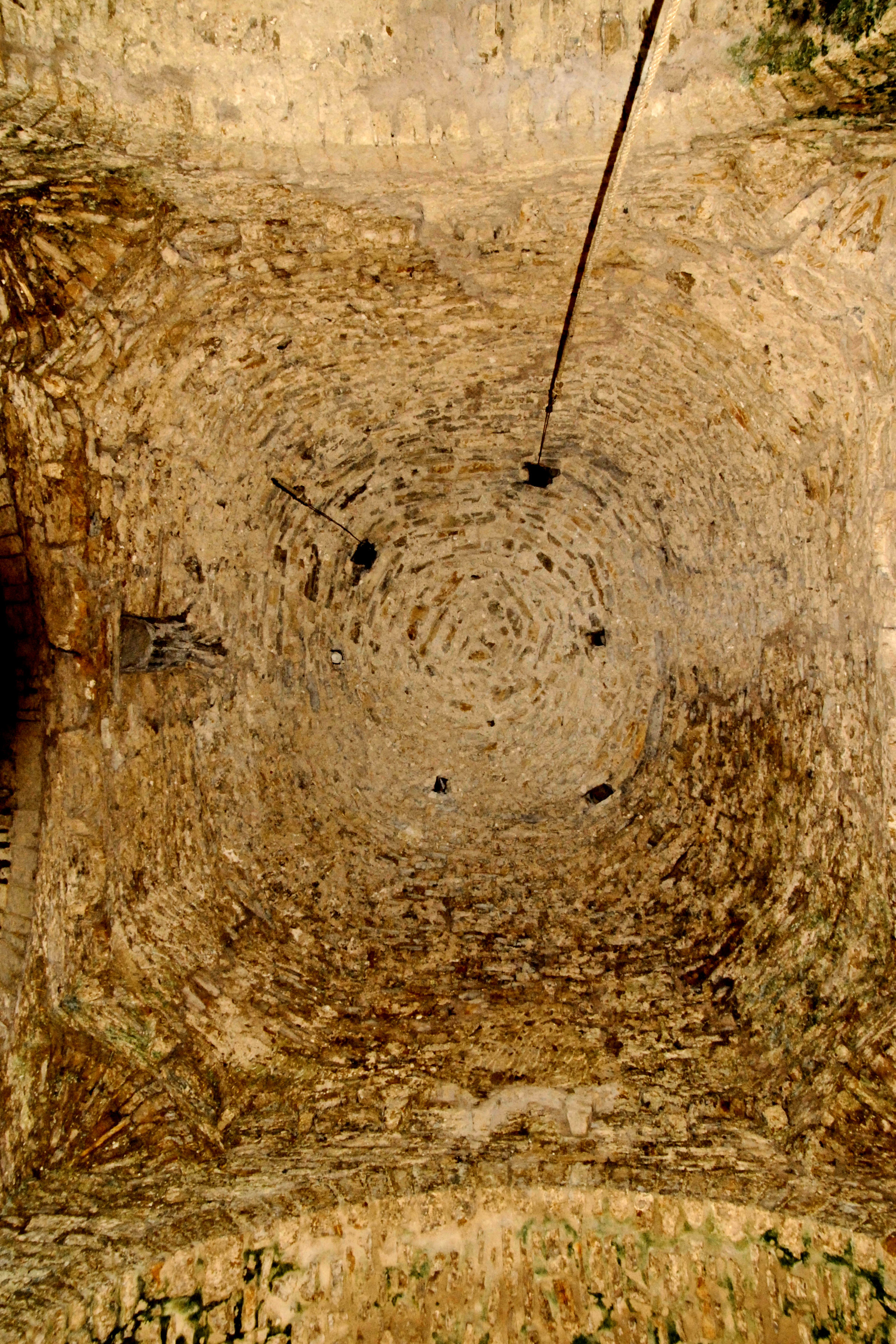
St-Hymetère, Trompenkuppel mit Tambour und Blendarkaden-Fries

Der mit seiner Apsis weit vorspringende Chor ist konsequent vertikal gegliedert, ohne jegliche horizontale Unterbrechung. Acht bis unter die Traufe stoßende Lisenen wechseln mit kaum breiteren Wandrücksprüngen ab. Am oberen Rand der Lisenen werden deren Oberflächen untereinander verbunden. An die Verbindung sind jeweils zwei kleine Blendarkaden angehängt, und wo deren Bögen zusammenkommen, sind kleine abgeschrägte Kragsteine angebracht. In drei der Lisenen-Zwischenräume sind etwa auf halber Höhe schlanke rundbogige Fensteröffnungen ausgespart, ohne begleitende Ausschmückungen. Die Apsis der Querhauskapelle weist die gleiche Gliederung auf wie der Chor, jedoch ist dort wegen der geringeren Größe alles reduziert. Es gibt nur sechs Lisenen, aber auch drei kleinere Fenster.
Die südliche Giebelwand des Querhauses benutzt wieder das gleiche Gestaltungsmotiv. Vier Lisenen, die äußeren sind etwas breiter, bilden drei zurückspringende Zwischenräume, die kurz bevor sie gegen die Ortgänge stoßen, wieder die beiden kleinen Blendarkaden enthalten. Ganz oben im mittleren Zwischenraum erkennt man die Konturen eines ehemaligen rundbogigen Fensters, das oberflächenbündig zugemauert worden ist. Ihm folgte offensichtlich das heutige rundbogige, deutlich größere und tiefere Fenster. Da dieses Fenster nicht in den mittleren Zwischenraum der Lisenen passte, hat man diese auf einer Seite grob abgeschlagen und aus der scharfen Kante wurde eine unregelmäßig zerklüfteten Bruchkante.

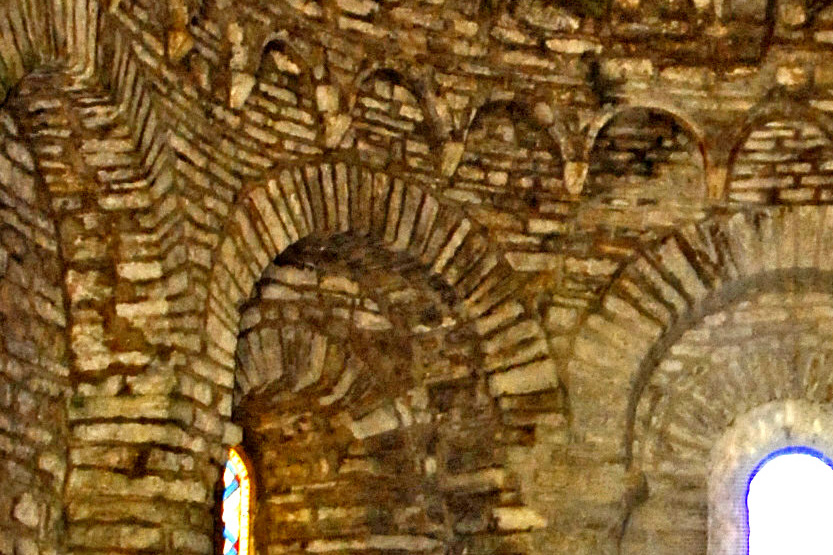
St-Hymetère, Detail Blendarkaden im Chor

Bei der Entstehung der Außenwand des nördlichen Querhausarms scheint man, gegenüber der südlichen, etwas „stiefmütterlich“ vorgegangen zu sein. Die Giebelwand weist zum Beispiel keine schmückende Oberflächengestaltung auf, etwa durch Lisenen. Auch das Mauerwerk besteht hier aus unterschiedlichen Steinformaten in „wildem“ Verband. Am Fuß der etwas um die Ecke reichenden Giebelwand gibt es einen abgeschrägten circa 1,50 Meter hohen Sockel, ein Detail, das man auch bei Verteidigungsarchitekturen kennt. Man könnte auch auf die Idee kommen, es handele sich bei diesen Partien um Bauteile eins älteren Vorgängers der Kirche. Die Lage auf der Nordseite hat dafür gesorgt, dass die Wände durch Feuchtigkeitseinfluss und Verzicht auf Sonneneinstrahlung sehr dunkel, in einigen Partien fast schwarz gefärbt sind.
Der quadratische Turmsockel entspricht in seinem Außenumriss exakt dem der Vierung und ragt ein ganzes Stück über die umgebenden Dachflächen und Firste hinaus. Obenauf sitzt ein gleichseitig achteckiger Turm auf, von dem vier seiner Wandseiten exakt mit den vier Wandoberflächen des Sockels übereinstimmen und ineinander übergehen. Die vier über den Umriss des Achtecks herausragenden Ecken des Sockels sind oberseitig mit abgeschrägten Dachflächen abgedeckt. In dem achteckigen Raum ist die Glockenstube untergebracht. Im oberen Bereich der Außenwände sind acht Schallluken mit romanischen Bögen ausgespart. Über einem abschließenden profilierten Kragprofil beginnt der quadratische Turmhelm, dessen Ecken, zur Anpassung an das Achteck darunter, senkrecht gekappt sind. Die vier Dachflächen sind barock geschwungen und tragen obenauf eine sehr viel kleinere quadratische Laterne, die ganz oben wieder in barocken Formen abgedeckt ist, und mit einer Helmspitze, einer Kugel und einem Kreuz gekrönt wird.

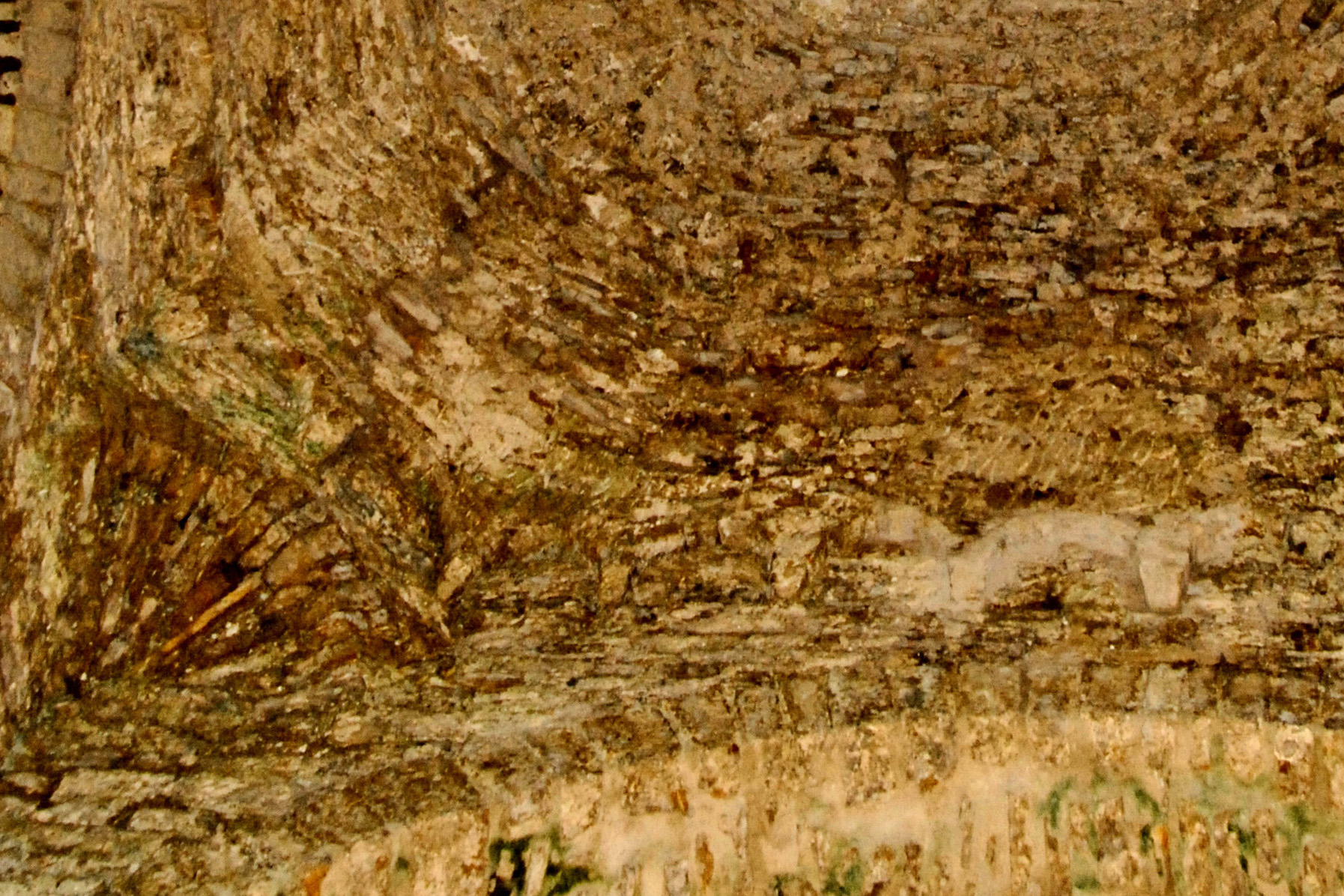
St-Hymetère, Detail Trompe und Tambour mit Blendarkaden-Fries

Das Sichtmauerwerk der meisten Ursprungsbauglieder besteht aus Bruchsteinmaterial, in unterschiedlichen Schichtdicken, die aber in einheitlicher Höhe über die Wände fortlaufen. Die Steine sind also ausgesucht und in Form gebracht worden. Anders sehen die Oberflächen der jüngeren Bauteile aus. Die Steine weisen aber dort, wie auch innen, beliebige Formate auf, die im „wilden“ Verband vermauert sind. Der ursprüngliche helle Farbton hat sich im Lauf der Jahre je nach Intensität der Bewitterung verändert, von hellbeige über hellgrau bis hin zu dunkelgrau.
Die Eindeckung der Dachflächen besteht aus leicht rötlichen flachen Steinplatten, die an den Traufen auf einfach profilierten Kraggesimsen aufliegen und diese noch etwas überragen, damit das abtropfende Regenwasser nicht gleich gegen die Wände läuft. Der Turmhelm und die aufsitzende Laterne sind mit roten kleinformatigen Ziegelschindeln eingedeckt.

### Inneres

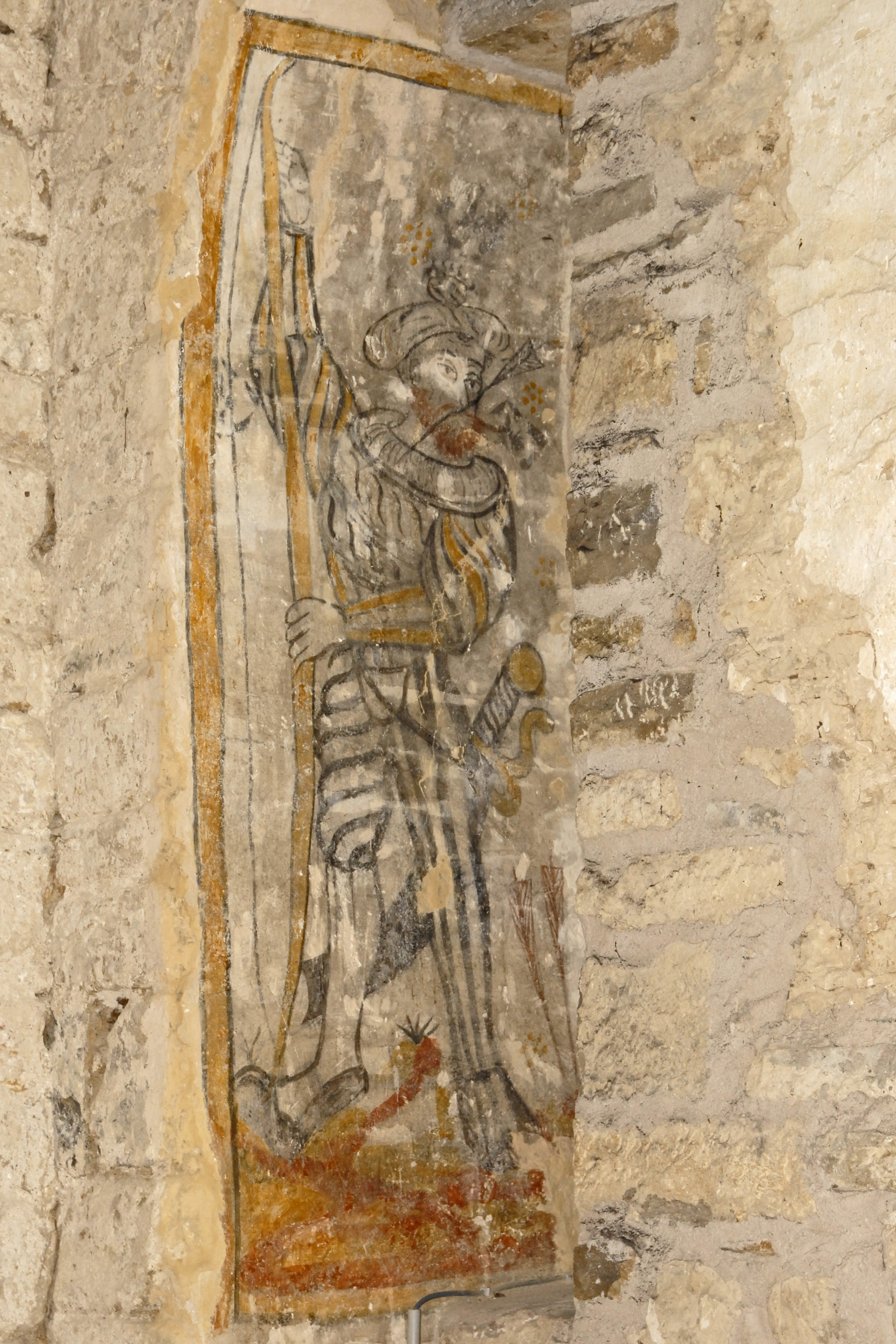
Fresko, Bogenschütze, selbst von einem Pfeil getroffen

Das dreijochige und dreischiffige Langhaus besitzt nur noch im südlichen Seitenschiff die ursprüngliche Wandgestaltung und Einwölbung. Die Jochunterteilung erfolgt dort mit Halbrundstützen an der Außenwand und mit Vollrundstützen gegenüber, die aber zumindest teilweise in rechtwinkligen Ummauerungen verschwunden sind. Die äußeren Halbsäulen weisen dieselbe Dicke auf wie die der ehemaligen Vollrundstützen und werden auch wie diese oberseitig abgeschlossen mit profilierten Kämpferplatten.

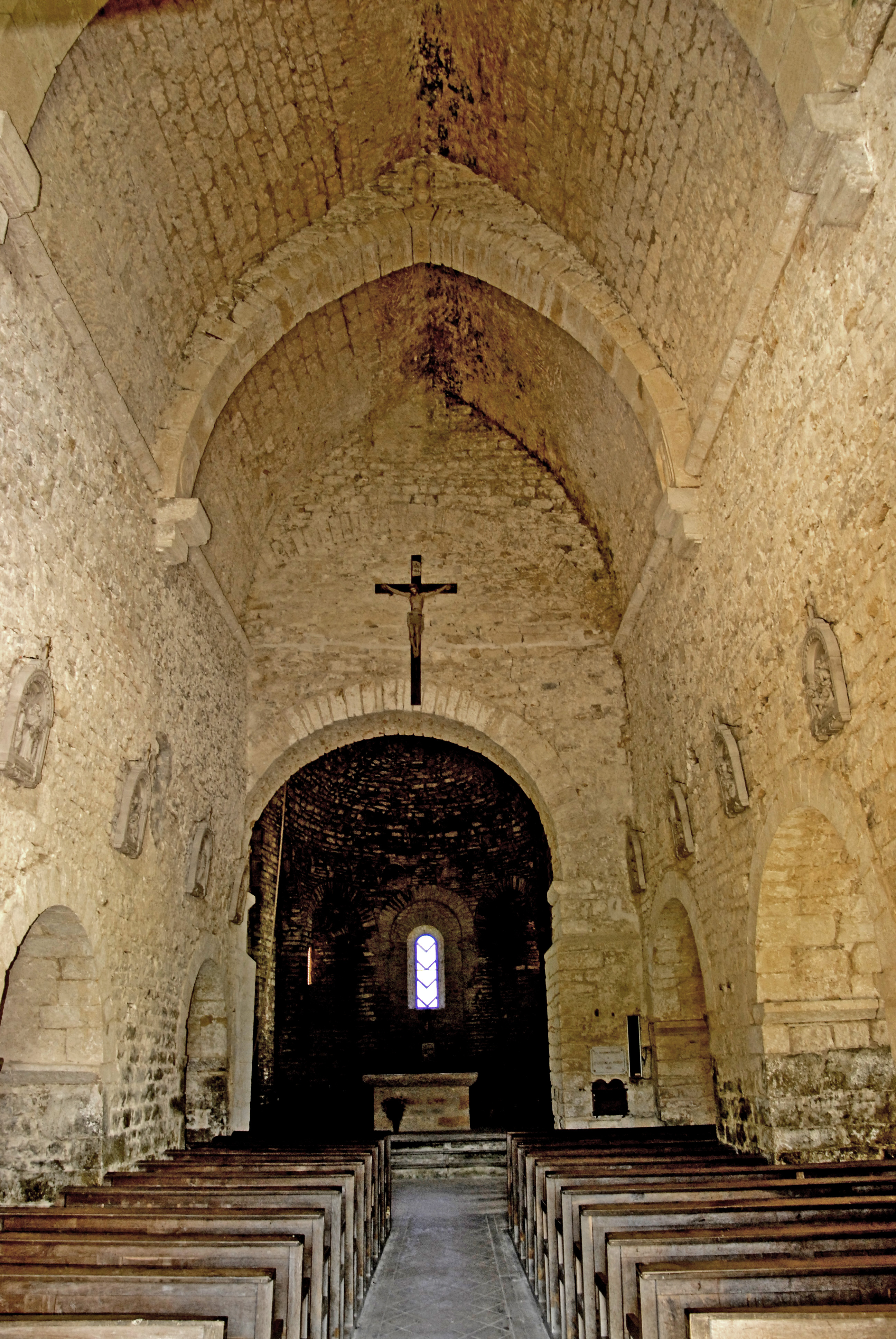
St-Hymetère, Mittelschiff

Das alte Tonnengewölbe in halbkreisförmigem Querschnitt ruht auf den Arkadenbögen an der Außenwand und den Scheidbögen der Schiffe. Es wird zusätzlich unterstützt durch zwei Gurtbögen, die ihre Lasten auf die Halbrundsäulen und die Pfeiler des Hauptschiffs übertragen. Zum Ausgleich des Höhenunterschieds zwischen den Kämpferplatten der Pfeiler und dem Ansatz der Gurtbögen sind Stücke von Pfeilervorlagen eingefügt, mit Querschnitten wie die der Gurtbögen und gut einen halben Meter lang.
Auf der neuen Außenwand des nördlichen Seitenschiffs gibt es keine solchen Gliederungen durch Stützen oder Arkaden. Die gegenüberliegenden ehemaligen Rundstützen des Hauptschiffs sind durch die späteren Ummauerungen heute rechteckig.
Das südliche Seitenschiff wird erhellt durch zwei kleine rundbogige Fensteröffnungen im ersten Joch, eins in der Südwand, das zweite über Eck in der Westwand. Im zweiten Joch gibt es ein drittes rechteckiges Fensterchen über der südlichen Tür. Im dritten Joch erkennt man in der Außenwand die Konturen einer ehemaligen Türöffnung, die vollständig vermauert ist.

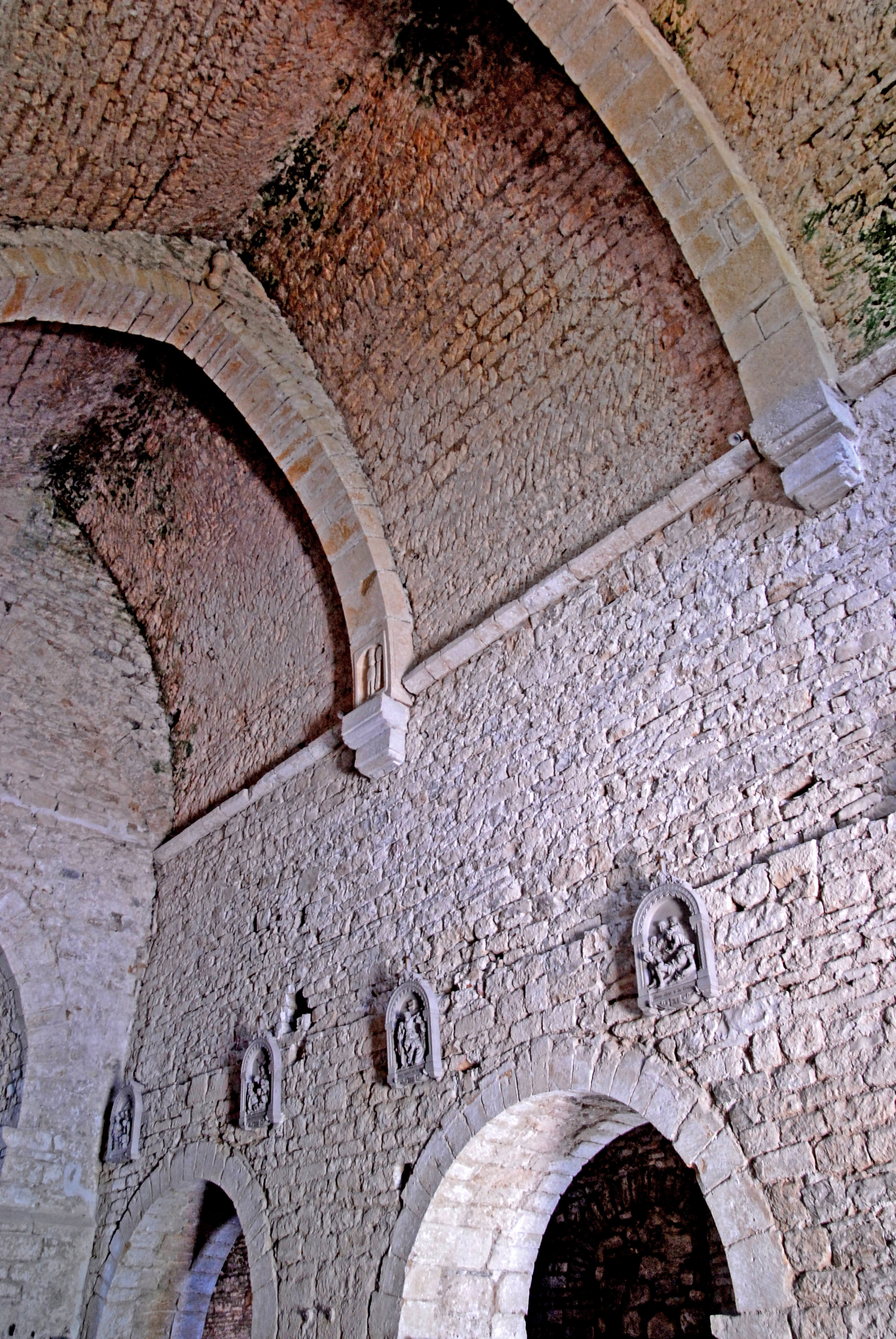
St-Hymetère, Mittelschiff, Gewölbe u. rechte Seitenwand

Das Hauptschiff ist innen 3,90 m breit, 9,15 m lang und im Bogenscheitel circa 7,50 m hoch. Auf seiner Stirnwand sind die Spuren der ursprünglichen halbkreisförmigen Einwölbung zu erkennen. Die neuen Überdeckungen des Mittelschiffs und des nördlichen Seitenschiffs besitzen angespitzte Tonnengewölbe, die ebenfalls von angespitzten Gurtbögen unterstützt werden. Ihre Lasten ruhen auf der neuen nördlichen Außenwand, dicker als ihr Vorgänger, und außen mit zwei Strebepfeilern verstärkt, und auf den neuen oder zumindest stark aufgedickten Wänden des Hauptschiffs. Die nunmehr rechteckigen Pfeiler des Mittelschiffs, die in ihrem Innern noch die Rundstützen des Ursprungsbauwerks bergen, werden von Scheidbögen in Dicke der Pfeiler überspannt. Auf der linken Schiffseite sind diese Bögen deutlich niedriger als auf der Seite gegenüber. Die Seitenwände des Mittelschiffs ragen bis zum Ansatz des Gewölbes hoch auf, fast doppelt so hoch wie die linksseitigen Scheidbögen. Der Gewölbeansatz ist mit einem einfach profilierten Kraggesims markiert, das sich auch über die Kopf- und Rückwand des Hauptschiffs fortsetzt. Die beiden kräftigen Gurtbögen beginnen auf zweifach gestuften und profilierten Kragsteinen. Seltsamerweise stimmen die Bogenkrümmungen der Gurtbögen mit denen des Gewölbes nicht überein. Zu deren Ausgleich mussten die Gurtbögen, nach oben hin zunehmend, aufgemauert werden.
Die rundbogige Öffnung in der Kopfwand des Mittelschiffs ist deutlich schmaler als im ursprünglichen Zustand, als sie noch von den Rundpfeilern begrenzt wurde. Dieser Umstand und ihre Verschiebung aus der Mitte des Schiffs hängt mit den asymmetrischen Verstärkungen der Schiffwände und -pfeiler zusammen, durch die eine Verschiebung des Schiffsinnenraums nach Süden hin entstanden ist. Das Hauptschiff besitzt ein einziges kreisrundes Fenster, das es direkt belichtet, und zwar ein so genanntes „Ochsenauge“, mittig über dem Eingangsportal. Die übrige Belichtung erfolgt nur indirekt, über die drei Fenster im südlichen Seitenschiff und zwei im nördlichen Seitenschiff.

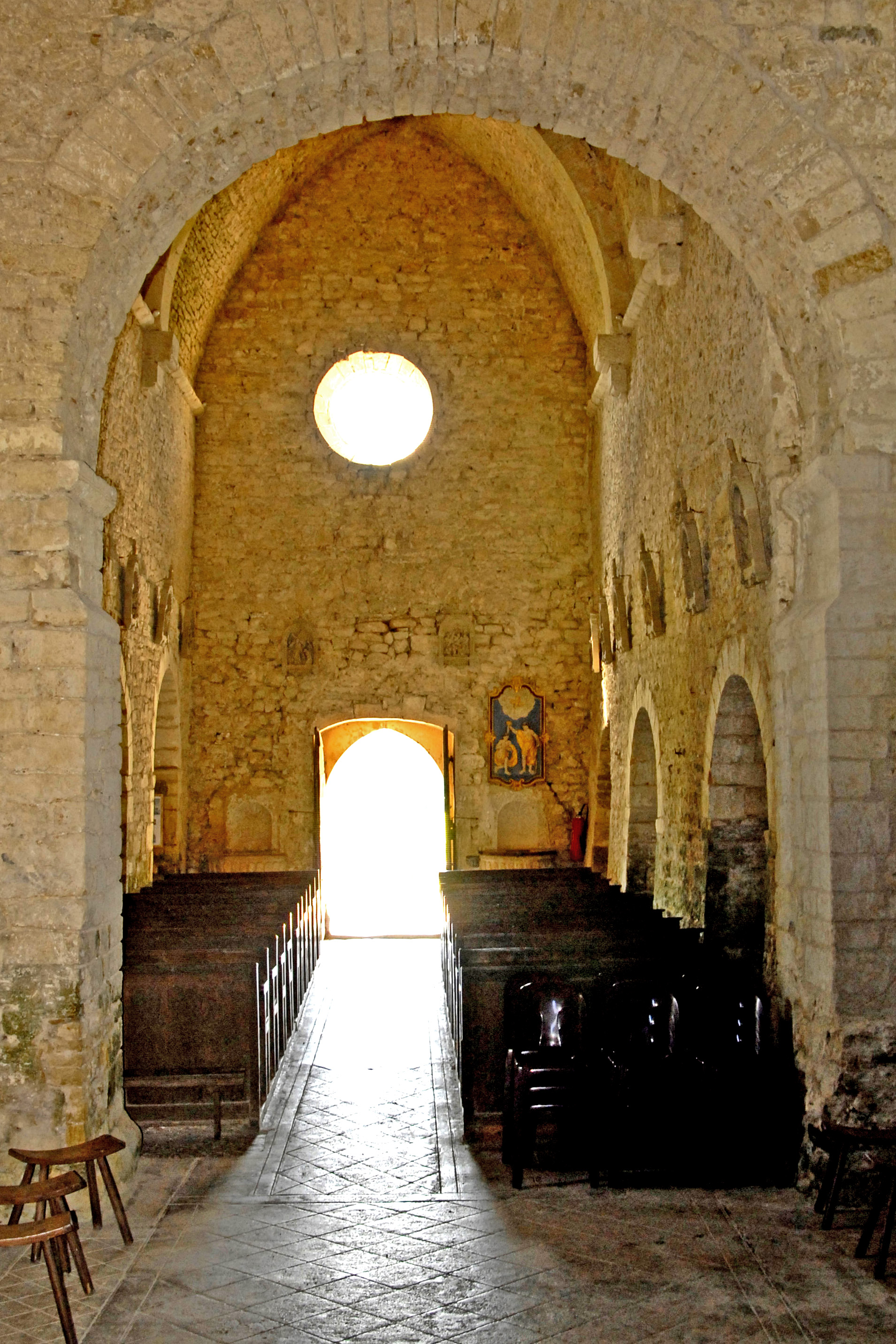
St-Hymetère, Mittelschiff, aus Vierung

Die Bauglieder östlich der Schiffe besitzen im Wesentlichen noch ihre ursprüngliche Substanz. Das Querschiff ist innen 14,90 m lang und 4,15 m breit. Die ausgeschiedene quadratische Vierung besitzt eine Kuppeleinwölbung mit verhältnismäßig kleinen Trompen, die zu einem Achteck überleiten, mit vier langen und vier kurzen Seiten. Zwischen dem unteren Rand der runden Kuppel und dem nicht gleichseitigen Achteck versucht ein Tambour zwischen den beiden Formen zu vermitteln. Bei genauerem Hinsehen erkennt man auf diesem Tambour rundum einen Fries von kleinen Blendarkadenbögen die auf winzigen Kragsteinen aufsitzen, ähnlich denen im Chor. Die Halbkugelform der Kuppel erscheint zur Mitte hin etwas angespitzt zu sein. Die Vierung ist zu den Querhausarmen hin mit halbkreisförmigen Bögen abgegrenzt, die auf den Kämpferplatten der Rund- und Halbrundsäulen stehen. Die Querhausarme sind im Grundriss nahezu quadratisch und mit Tonnengewölben überdeckt. Das Querhaus wird von je einem Fenster in den Giebelwänden der Querhausarme direkt belichtet.
Der Grundriss des Chorraums besteht aus einem leicht verzerrten Rechteck und einem übergangslos angefügten Halbkreis der Apsis, in einer Breite von 4,00 m und einer Tiefe von 4,30 m. Der halbkreisrunde Triumphbogen entspricht in seiner Dimension denen der seitlichen Vierungsbögen. Die Wände des Chors sind mit zwei rechteckigen Pfeilervorlagen und vier halben Rundpfeilern, etwas schlanker als die der Schiffe, vertikal unterteilt. Auf den leicht auskragenden Kämpfersteinen ruhen insgesamt fünf Blendarkadenbögen. Unmittelbar über den Mauersteinen der Bögen umgibt den ganzen Chorraum ein Fries aus kleinen und flachgründigen Blendarkaden, deren Bögen auf winzigen Kragsteinen aufsitzen. Unmittelbar darüber beginnt die Tonnenwölbung des Chors, die in der Apsis viertelkugelförmig anschließt. Zum höher angeordneten Fußboden des Chors steigt man kurz vor dem Triumphbogen drei Stufen hinauf. Die gleichen Differenzstufen sind von den Seitenschiffen in das Querhaus und von der Vierung zu den Querhausarmen zu überwinden.
Die einzige erhaltene Kapelle, die sich im südlichen Querhausarm öffnet, weist eine innere Ausdehnung von 2,20 × 2,80 m auf. Die innere Formgebung entspricht in etwa derjenigen des Chorraums, er ist nur deutlich kleiner, und verzichtet auf Gliederungen mit Pfeilern und Arkaden. Der Chorraum und die Kapelle werden mit je drei rundbogigen Fenstern belichtet, die auf jeden Skulpturenschmuck verzichten.
In der Ecke zwischen dem nördlichen Querhausarm und dem Chor wurde die ursprünglich dort angeordnete Kapelle, die bei dem Brand des 15. Jahrhunderts vernichtet wurde, durch den neuzeitlichen, polygonalen Anbau einer Sakristei ersetzt und mit dem Chor durch den Durchbruch einer Tür verbunden. Dass hier tatsächlich eine solche Kapelle existierte, beweist eine alte Öffnung in der Querhauswand, die in Größe und Lage exakt der Öffnung der südlichen Querhauskapelle entspricht.
Die archaischen Strukturen der Wand- und Gewölbeoberflächen, insbesondere die des Ursprungsbauwerks stimmen den Besucher auf das hohe Alter der Kirche ein. Die Bauglieder des 11. Jahrhunderts bestehen aus sehr flachem Bruchsteinmaterial, fast wie Ziegelsteine geformt, was auf eine ausgesuchte Qualität oder entsprechende Bearbeitung der Steine hinweist. Die Farbe dieser Steine wechselt von fast Weiß über verschiedene Braun-Töne bis zum dunklen Braun. Die Mauerfugen sind überwiegend dunkel getönt. Etwas anders sehen die Wandoberflächen der erneuerten Bauteile aus. Abgesehen von Bögen und Gewölben, sind die Steinformate nicht sortiert oder einheitlich bearbeitet, sondern sie wechseln so, wie sie dem Maurer in die Hand kamen, der sie dann im so genannten „wilden“ Verband vermauert hat. Man erkennt daraus, dass die Mittel für die damaligen Reparaturarbeiten sehr begrenzt waren. Die Bauleute hatten ja auch nicht mehr ein Kloster oder einen Orden im Rücken. Die Oberflächen dieses Mauerwerks sind in einheitlichem hellen Farbton lasierend geschlämmt worden.